# Intron

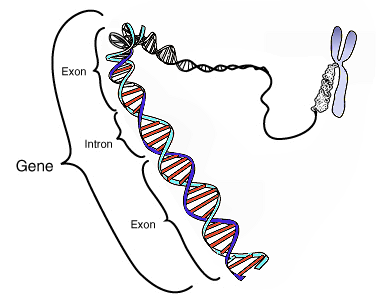
Egy gén intronjai és exonjai.

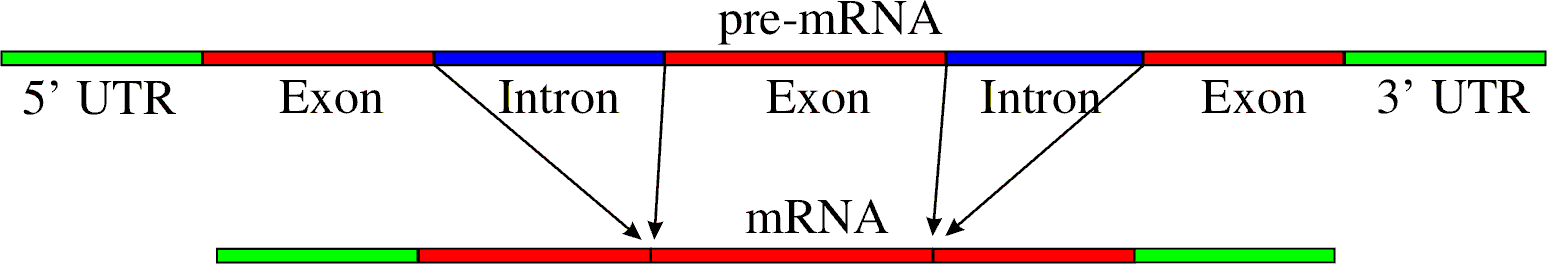
Exonok és intronok egyszerű illusztrációja.

Az intron egy gén olyan DNS-szakasza, mely a gén által termeltetett fehérje egy részét sem kódolja, és amely a génről átírt mRNS-ből, még a sejtmagból való elszállítás előtt kivágódik (splicing). Az intronok nagyrészt eukarióta sejtekben találhatók. Az mRNS-ből való kivágás után maradó régiókat, exonoknak nevezzük. Az intronok száma és mérete fajok között is jelentős variációkat mutat. Emlősökben az is előfordul, hogy az intronok nagyobbak, mint az exonok. 
Az intronok teszik lehetővé az alternatív splicing jelenségét, mely az intronok eltérő jellegű kivágásából adódó új szekvenciával rendelkező mRNS-ek létrehozását jelenti. Azaz mivel az intronok számos módon vágódhatnak ki az exonok mellől, ezért számos, bár hasonló funkciójú fehérje termék keletkezhet. 
Míg az intron nagyrészt hulladék DNS eddig ismeretlen funkcióval, néhány rövid szekvencia lényeges szerepet játszik a splicing mechanizmusában, az ún. spliceosomák létrejöttében. Azonban ezen szekvenciák pontos működésének részletei még nem ismertek. 
Egyes introncsoportok - az I-es és II-es csoport tagjai - ribozimok, azaz enzimként működő RNS molekulák. Ezen ribozimek képesek saját maguk kivágására. Mint a természetben ma is előforduló ribozimek, utalnak az élet eredetének RNS világként ismert szakaszára.